# Josep Pera i Colomé
Josep Pera i Colomé   (Badalona, 1965) és un polític català.
Va néixer a Badalona el 1965. Va cursar estudis de Filologia catalana i Filologia romànica a la Universitat de Barcelona. En l'àmbit professional ha treballat en el sector educatiu, juvenil i de la comunicació. Membre de diverses entitats culturals, estudiantils i mediambientals a Badalona, de 1987 a 1992 va passar a residir a Tiana, i després va tornar novament a Badalona.
En política, va començar a militar a Convergència Democràtica de Catalunya el 1979 i va exercir responsabilitats polítiques a la ciutat de Barcelona. El 2003 va ser elegit regidor de l'Ajuntament de Badalona per Convergència i Unió. Durant el govern del PSC, CiU i ERC en el mandat de 2007 a 2011 va assumir la regidoria de Ciutadania i Convivència, i es va ocupar de les polítiques de civisme, immigració i cooperació al desenvolupament, en un moment de tensió pel discurs de tints xenòfobs i contra l'obertura de mesquites de Xavier García Albiol.
El 2011 va ser candidat a ser nomenat director general d'immigració del govern d'Artur Mas a la Generalitat de Catalunya, tanmateix, per pressions d'Àngel Colom, finalment va ser nomenat Xavier Bosch. El 2012 va ser nomenant gerent del Consorci de Serveis Socials de Barcelona, càrrec que va ocupar fins a 2017, moment en què va desaparèixer del panorama polític. El 2022, quan en descobrir-se irregularitat en la gestió de la institució, les va admetre en la Comissió de Drets Socials del Parlament de Catalunya, però va evitar donar explicacions al respecte. El 2023 va esdevenir coordinador de govern a l'Ajuntament de Tiana, un càrrec de confiança nomenat per l'alcalde.